# OK HIT Nova Gorica
OK HIT Nova Gorica är en volleybollklubb från Nova Gorica, Slovenien. Klubben grundades 1973 och nådde efter några år högsta serien i dåvarande Jugoslavien. De deltog i Europeiska cuptävlingar för första gången säsongen 1993/1994, d.v.s. efter att Slovenien blivit självständigt.
Klubben har blivit slovenska mästare tre gånger (2002/2003, 2006/2007 och 2007/2008) och har vunnit slovenska cupen fyra gånger. De nådde semifinal i CEV Challenge Cup 2018-2019.